# Ferdinando Maria Poggioli
Ferdinando Maria Poggioli (Bologna, 15 dicembre 1897 – Roma, 2 febbraio 1945) è stato un regista e sceneggiatore italiano.

## Biografia
Si avvicinò al mondo del cinema con l'avvento del sonoro, inizialmente nel ruolo di montatore, esordendo nel 1931 come regista del documentario Impressioni siciliane.
Nelle sue opere, ispirate a volte alle opere liriche del secolo precedente, la donna è spesso figura centrale.
Tra i suoi lavori, si ricorda la trasposizione del romanzo Sorelle Materassi di Aldo Palazzeschi,  collocabile nel filone del calligrafismo.
Dopo aver rifiutato di partecipare al saloino Cinevillaggio, nel 1944 entrò in trattativa con la Lux per due film, che non furono realizzati, ispirati a opere di Luigi Pirandello e di Gerolamo Rovetta.
Morì a Roma nel 1945 per un'esalazione di gas.

## Filmografia

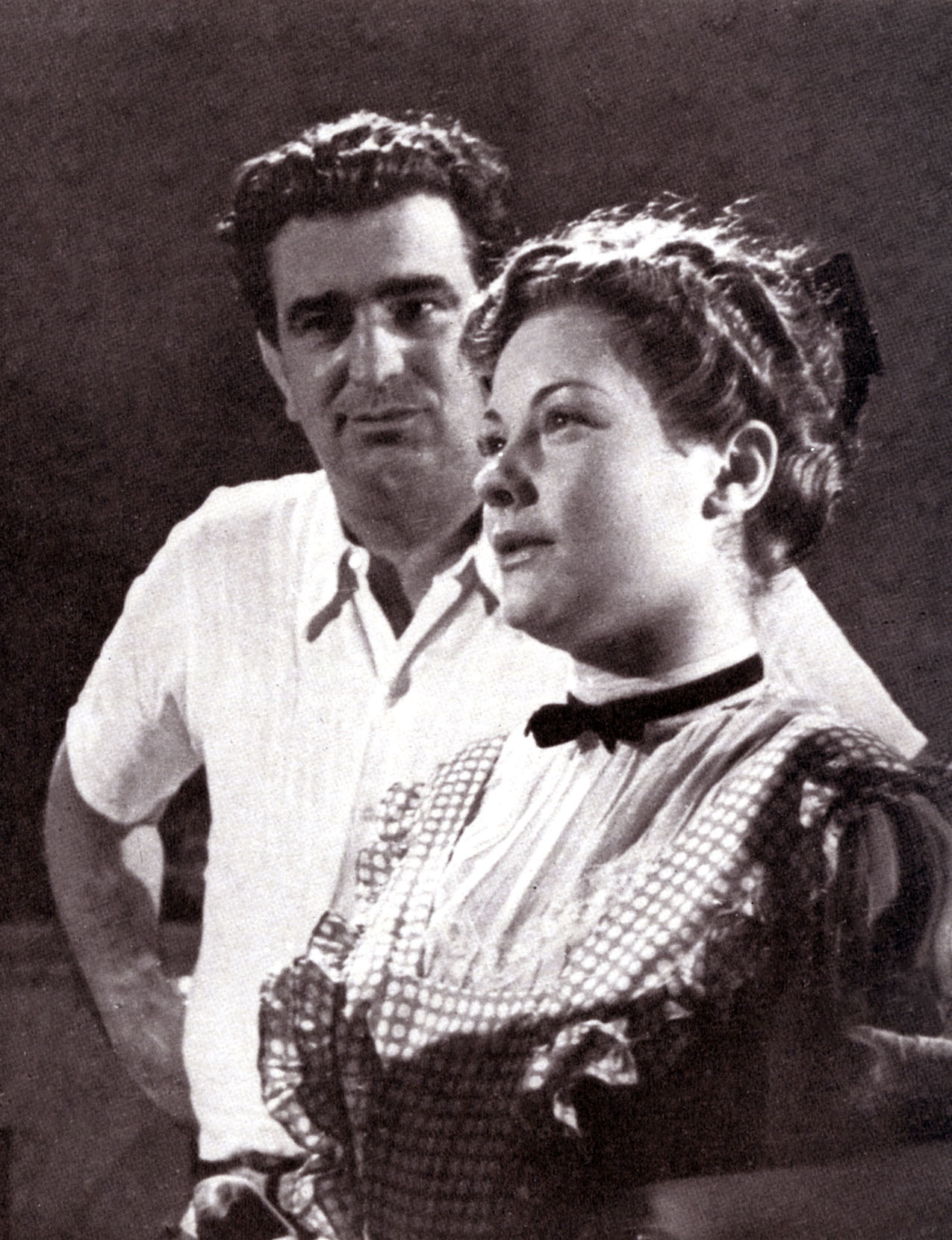
Poggioli con María Denis sul set di Addio giovinezza! (1940)

### Regista
- Impressioni siciliane - documentario (1931)
- Il presepio (1932)
- Paestum (1932)
- Arma bianca (1936)
- Ricchezza senza domani (1939)
- Addio giovinezza! (1940)
- L'amore canta (1941)
- Sissignora (1941)
- Gelosia (1942)
- La morte civile (1942)
- L'amico delle donne (1942)
- La bisbetica domata (1942)
- Sogno d'amore (1943)
- Sorelle Materassi (1943)
- Il cappello da prete (1943)

### Montatore
- Due cuori felici, regia di Baldassarre Negroni (1932)
- L'armata azzurra, regia di Gennaro Righelli (1932)
- La signora di tutti, regia di Max Ophüls (1934)
- Re di denari, regia di Enrico Guazzoni (1936)
- Stasera alle undici, regia di Oreste Biancoli (1937)
- La fossa degli angeli, regia di Carlo Ludovico Bragaglia (1937)
- Los novios de la muerte (1938)
- La principessa Tarakanova, regia di Mario Soldati (1938)
- Diamanti, regia di Corrado D'Errico (1939)
- Il ladro, regia di Anton Germano Rossi (1939)